# Savia (Band)
Savia ist eine spanische Band.

## Geschichte
Die Band wurde von Carlos Escobedo, dem Sänger von Sôber, und seinem ehemaligen Schlagzeuger und Gitarristen Alberto Madrid 2005 in Madrid kurz nach der Auflösung der Band Sôber gegründet. Carlos Escobedos Bruder Jorge gründete zur selben Zeit die Metalband Skizoo. Zu der Band stießen noch Jésus Pulido, welcher die Bassgitarre bedient und für den Backgroundgesang verantwortlich ist, sowie der Gitarrist Fernando Lamoneda und José Pereira, welcher Alberto Madrid am Schlagzeug ablöste. Alberto verließ Savia kurz nach der Gründung. 2005 erschien ihr Debütalbum Insensible und nur ein Jahr später veröffentlichte die Band mit Savia ihr zweites Studioalbum. 2008 kam mit Fragile ihr drittes Studioalbum auf den Markt. 2006 starb der ehemalige Drummer Alberto Madrid nach einem Verkehrsunfall. 2007 veröffentlichte die Band Savia als Deluxe-Edition.

## Stil
Die Texte sind der Thematik von Sôber fast gleichgesetzt, jedoch werden die Songs auch teilweise auf Englisch vertont. Zudem schreibt die Band ihre Texte selbst. Ein weiteres Merkmal der Band sind ihre starken musikalischen Strukturen.

## Diskografie

### Studioalben
| Jahr | Titel   | Höchstplatzierung, Gesamtwochen, AuszeichnungChartsChartplatzierungen (Jahr, Titel, Platzierungen, Wochen, Auszeichnungen, Anmerkungen) | Anmerkungen |
| Jahr | Titel   | ES | Anmerkungen |
| ---- | ------- | --- | ----------- |
| 2006 | Savia   | ES16 (1 Wo.)ES |             |
| 2008 | Fragile | ES25 (2 Wo.)ES |             |

Weitere Alben
- Insensible (2005)